# Noruega en el Festival de la Canción de Eurovisión 1960
Noruega participó en el Festival de la Canción de Eurovisión 1960 con la canción «Voi Voi», compuesta por Georg Elgaaen e interpretada en noruego por Nora Brockstedt. La emisora noruega NRK organizó el Melodi Grand Prix 1960 para seleccionar a la representación noruega para el festival en Londres, Reino Unido. En total, participaron 11 canciones, y 6 de ellas pasaron a una final. Un jurado se encargó de las votaciones. La canción «Voi Voi», interpretada por Inger Jacobsen en la semifinal y Nora Brockstedt en la final, se declaró ganadora con 94 puntos.
Esta fue la primera edición del Melodi Grand Prix, y también el debut de Noruega en el Festival de Eurovisión.
El país actuó en sexto lugar en la noche y quedó 4.º en el festival, obteniendo su mejor puesto hasta 1966.

## Antes del Festival de la Canción de Eurovisión

### Melodi Grand Prix 1960
Melodi Grand Prix 1960 fue la primera edición del Melodi Grand Prix, la competición musical que selecciona a las participaciones noruegas en el Festival de la Canción de Eurovisión. El evento tuvo lugar el 20 de febrero de 1960 en los estudios de televisión de NRK en Oslo, presentado por Erik Diesen y Odd Gythe.
Once canciones interpretadas por Inger Jacobsen y Jens Book-Jenssen participaron en una semifinal donde las cinco mejores canciones determinadas por un jurado —que pasarían a ser seis debido a que tres canciones empataron en el cuarto puesto— pasarían a la final. En la final, un jurado «experto» votaría y la canción con más puntos sería la elegida para representar al país en el Festival de Eurovisión.

#### Semifinal
La semifinal se celebró el 2 de febrero y fue emitida en la radio noruega. Todas las canciones fueron interpretadas por Inger Jacobsen y Jens Book-Jenssen. Tres canciones empataron en el cuarto puesto, lo que aumentó el número de canciones clasificadas para la final.
| N.º | Intérprete        | Título original de la canción    | Lugar | Pts. |
| N.º | Intérprete        | Traducción al español            | Lugar | Pts. |
| --- | ----------------- | -------------------------------- | ----- | ---- |
| 1   | Jens Book-Jenssen | «Månen tur-retur»                | 11    | 17   |
| 1   | Jens Book-Jenssen | «El retorno de la luna»          | 11    | 17   |
| 2   | Inger Jacobsen    | «Den dag du kommer»              | 7     | 27   |
| 2   | Inger Jacobsen    | «El día en el que llegues»       | 7     | 27   |
| 3   | Inger Jacobsen    | «Et sommereventyr»               | 3     | 32   |
| 3   | Inger Jacobsen    | «Un cuento de hadas de verano»   | 3     | 32   |
| 4   | Jens Book-Jenssen | «Frøken Alfabet»                 | 4     | 28   |
| 4   | Jens Book-Jenssen | «Señora Alfabeto»                | 4     | 28   |
| 5   | Inger Jacobsen    | «En drøm er alt»                 | 4     | 28   |
| 5   | Inger Jacobsen    | «Un sueño es todo»               | 4     | 28   |
| 6   | Inger Jacobsen    | «En aften igjen»                 | 8     | 25   |
| 6   | Inger Jacobsen    | «Una noche de nuevo»             | 8     | 25   |
| 7   | Jens Book-Jenssen | «Det blir sol hvor vi seiler»    | 9     | 21   |
| 7   | Jens Book-Jenssen | «Se pone el sol donde navegamos» | 9     | 21   |
| 8   | Inger Jacobsen    | «Ny smart hatt»                  | 2     | 35   |
| 8   | Inger Jacobsen    | «Nuevo sombrero inteligente»     | 2     | 35   |
| 9   | Inger Jacobsen    | «Voi Voi»                        | 1     | 43   |
| 9   | Inger Jacobsen    | «Hey, hey»                       | 1     | 43   |
| 10  | Jens Book-Jenssen | «En bukett anemoner»             | 9     | 21   |
| 10  | Jens Book-Jenssen | «Un ramo de anémonas»            | 9     | 21   |
| 11  | Inger Jacobsen    | «Lille Lilli-Ann fra Lillesand»  | 4     | 28   |
| 11  | Inger Jacobsen    | «Pequeña Lilli-Ann de Lillesand» | 4     | 28   |

#### Final

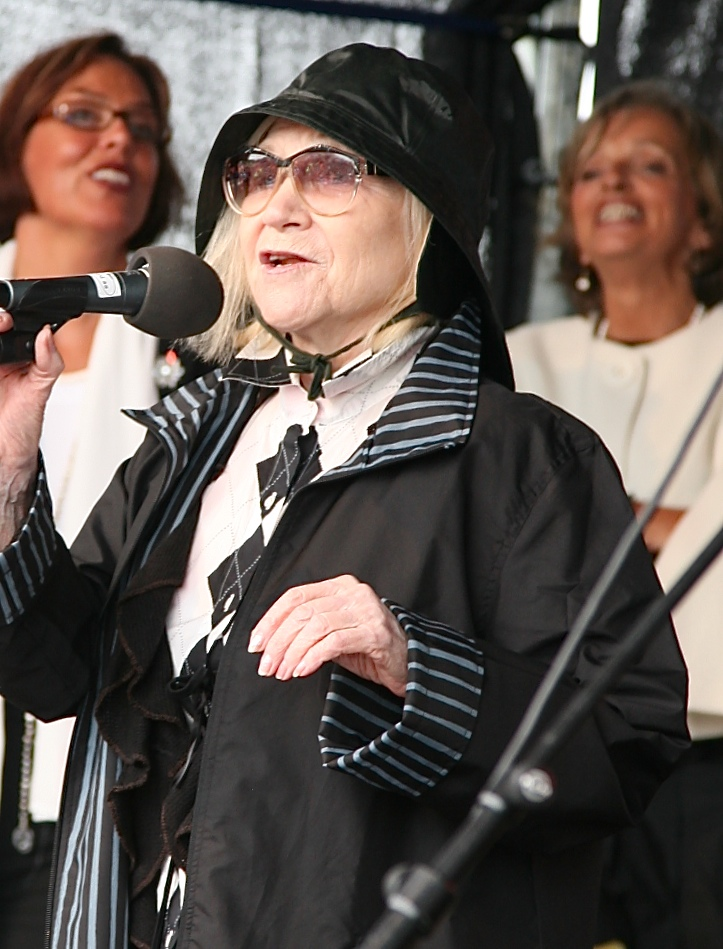
Nora Brockstedt, ganadora del Melodi Grand Prix 1960, en 2007. También ganó el Melodi Grand Prix 1961 con la canción «Sommer i Palma», esta vez quedando en 7.º puesto en el Festival de Eurovisión.

La final se celebró el 20 de febrero, y fue presentada por Erik Diesen y Odd Gythe. En esta ocasión, los intérpretes de las canciones se cambiaron.
| # | Intérprete          | Canción                         | Lugar | Pts. |
| - | ------------------- | ------------------------------- | ----- | ---- |
| 1 | Torhild Lindal      | «Ny smart hatt»                 | 2     | 79   |
| 2 | Egil Ellingsen      | «Lille Lilli-Ann fra Lillesand» | 5     | 64   |
| 3 | Siss Hartmann       | «En drøm er alt»                | 2     | 79   |
| 4 | Elisabeth Granneman | «Et sommereventyr»              | 4     | 74   |
| 5 | Per Müller          | «Frøken Alfabet»                | 6     | 59   |
| 6 | Nora Brockstedt     | «Voi Voi»                       | 1     | 94   |

## En Eurovisión
La canción fue interpretada sexta en la noche del 29 de marzo de 1960 por Nora Brockstedt, seguida por Austria con Harry Winter interpretando «Du hast mich so fasziniert» y precedida por Bélgica con Fud Leclerc interpretando «Mon amour pour toi». Al final de las votaciones, la canción había recibido 11 puntos, quedando en 4.º puesto de un total de 13.